# Sarcoglottis sceptrodes
Sarcoglottis sceptrodes är en orkidéart som först beskrevs av Heinrich Gustav Reichenbach, och fick sitt nu gällande namn av Rudolf Schlechter. Sarcoglottis sceptrodes ingår i släktet Sarcoglottis och familjen orkidéer. Inga underarter finns listade i Catalogue of Life.

## Bildgalleri

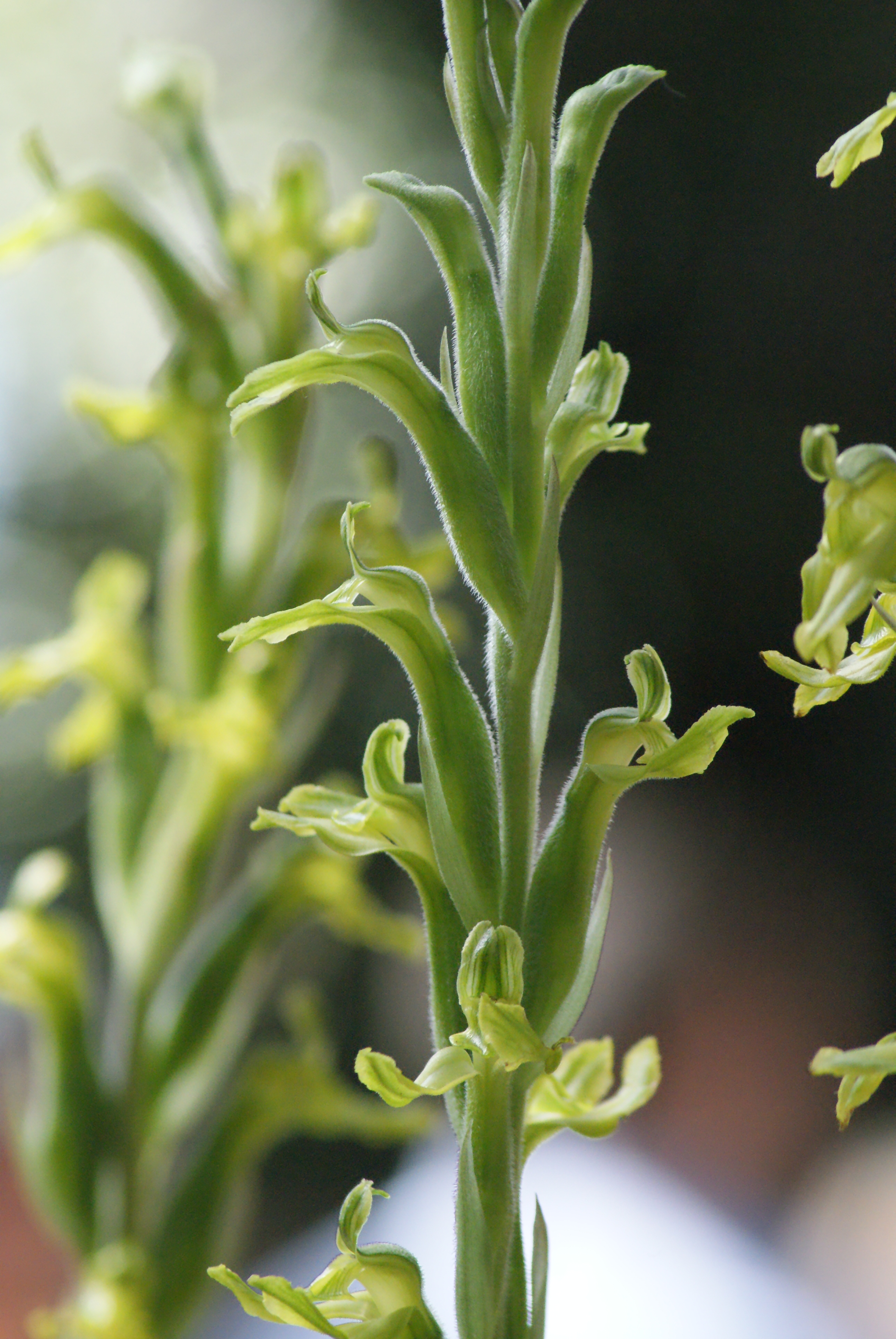
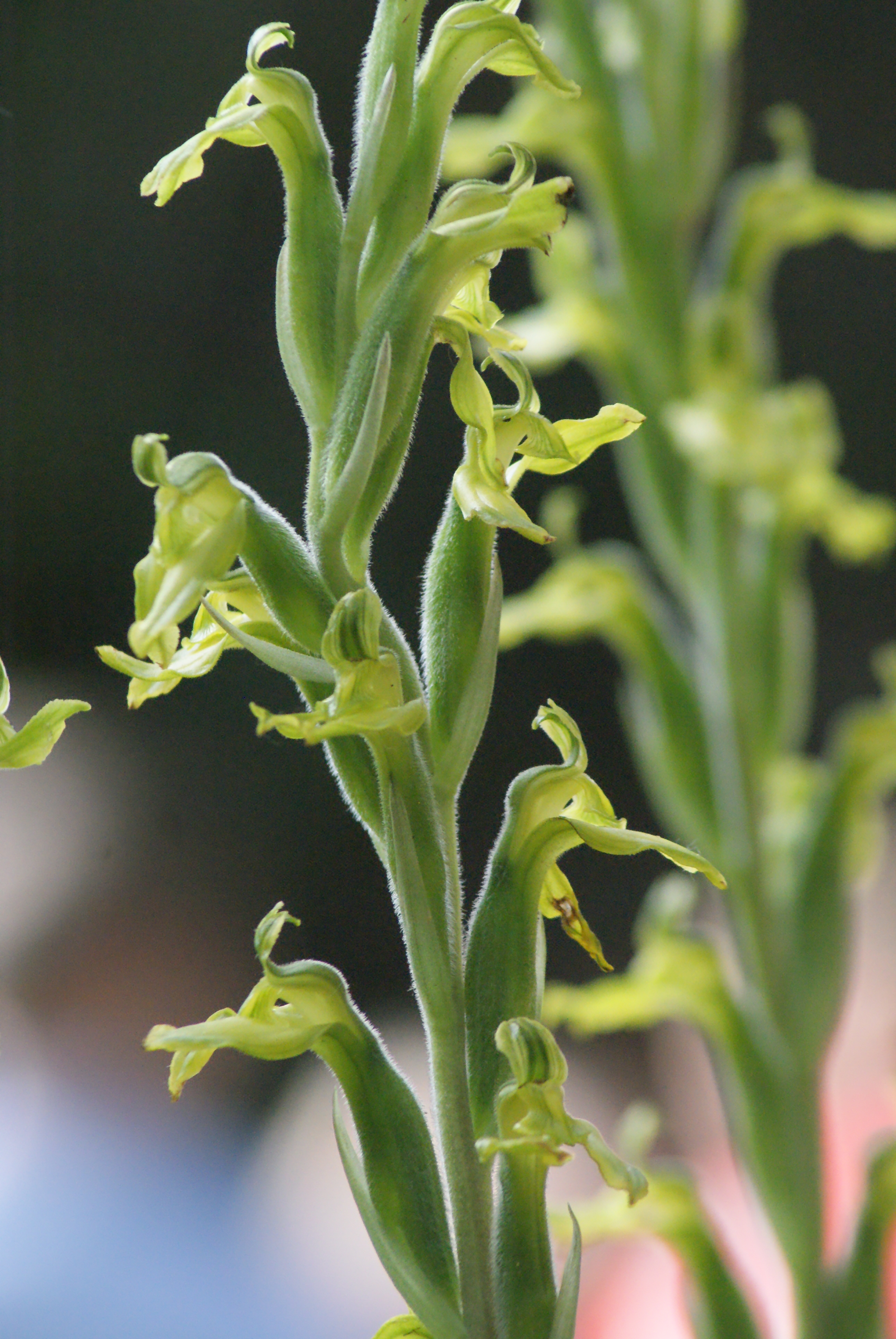